# عظمت (ترانه)
« عظمت» تک‌آهنگی از هنرمند اهل کانادا سلین دیون است که در ۱۴ مه ۲۰۰۷ منتشر شد.